# Список генералов армии (Россия)
Данный список содержит имена, период жизни и профессиональные данные всех российских военачальников, которым было присвоено воинское звание генерала армии.
Звание генерала армии было установлено Законом Российской Федерации от 11 февраля 1993 года «О воинской обязанности и военной службе» и продолжает звание генерала армии, введённое в СССР в 1940 году. В Российской Федерации звание генерала армии предшествует высшему воинскому званию Маршал Российской Федерации.
Первым военачальником, представленным к присвоению звания генерала армии, стал назначенный на должность Министра обороны Российской Федерации П. С. Грачёв. Всего по состоянию на 2024 год звание генерала армии присвоено 72 раза. Во всех случаях это звание присваивалось лицам, находившимся в воинском звании генерал-полковника или в специальном звании генерал-полковника внутренней службы (В. Ф. Ерин), генерал-полковника милиции (Р. Г. Нургалиев). Одному генералу армии — И. Д. Сергееву — было присвоено высшее воинское звание Маршала Российской Федерации.

## Список военачальников, имеющих воинское звание генерала армии
Ныне находятся на действительной службе.
| №  | Имя                                  | Портрет | Годы жизни           | Дата присвоения звания | Должность на момент присвоения звания | Уволен с действительной службы |
| -- | ------------------------------------ | ------- | -------------------- | ---------------------- | --- | ------------------------------ |
| 1  | Грачёв, Павел Сергеевич              |         | 1948—2012            | 7 мая 1992             | первый заместитель Министра обороны Российской Федерации                                                                                                  | 2007                           |
| 2  | Баранников, Виктор Павлович          |         | 1940—1995            | 7 мая 1992             | Министр безопасности Российской Федерации | 1993                           |
| 3  | Дубынин, Виктор Петрович             |         | 1943—1992            | 5 октября 1992         | начальник Генерального штаба Вооружённых сил Российской Федерации — первый заместитель Министра обороны Российской Федерации                              | 1992 (в связи со смертью)      |
| 4  | Ерин, Виктор Фёдорович               |         | 1944—2018            | 1 октября 1993         | Министр внутренних дел Российской Федерации | 2000                           |
| 5  | Колесников, Михаил Петрович          |         | 1939—2007            | 5 мая 1995             | начальник Генерального штаба Вооружённых сил Российской Федерации — первый заместитель Министра обороны Российской Федерации                              | 2004                           |
| 6  | Барсуков, Михаил Иванович            |         | род. 8 ноября 1947   | 9 ноября 1995          | директор Федеральной службы безопасности Российской Федерации                                                                                             | 1997                           |
| 7  | Куликов, Анатолий Сергеевич          |         | род. 4 сентября 1946 | 9 ноября 1995          | Министр внутренних дел Российской Федерации | 1998                           |
| 8  | Николаев, Андрей Иванович            |         | род. 21 апреля 1949  | 17 ноября 1995         | директор Федеральной пограничной службы Российской Федерации                                                                                              | 1998                           |
| 9  | Самсонов, Виктор Николаевич          |         | 1941—2024            | 25 января 1996         | начальник Штаба по координации военного сотрудничества государств — участников Содружества Независимых Государств                                         | 1999                           |
| 10 | Топоров, Владимир Михайлович         |         | род. 7 февраля 1946  | 22 февраля 1996        | заместитель Министра обороны Российской Федерации | 2002                           |
| 11 | Дейнекин, Пётр Степанович            |         | 1937—2017            | 13 июня 1996           | главнокомандующий Военно-воздушными силами | 1998                           |
| 12 | Прудников, Виктор Алексеевич         |         | 1939—2015            | 13 июня 1996           | главнокомандующий Войсками противовоздушной обороны | 2004                           |
| 13 | Семёнов, Владимир Магомедович        |         | род. 8 июня 1940     | 13 июня 1996           | главнокомандующий Сухопутными войсками | 2004                           |
| 14 | Сергеев, Игорь Дмитриевич            |         | 1938—2006            | 13 июня 1996           | главнокомандующий Ракетными войсками стратегического назначения                                                                                           | 2001                           |
| 15 | Родионов, Игорь Николаевич           |         | 1936—2014            | 4 октября 1996         | Министр обороны Российской Федерации | 1996                           |
| 16 | Квашнин, Анатолий Васильевич         |         | 1946—2022            | 25 ноября 1997         | начальник Генерального штаба Вооружённых сил Российской Федерации — первый заместитель Министра обороны Российской Федерации                              | 2004                           |
| 17 | Трубников, Вячеслав Иванович         |         | 1944—2022            | 22 января 1998         | директор Службы внешней разведки Российской Федерации | 2000                           |
| 18 | Ковалёв, Николай Дмитриевич          |         | 1949—2019            | 23 февраля 1998        | директор Федеральной службы безопасности Российской Федерации                                                                                             | 1998                           |
| 19 | Старовойтов, Александр Владимирович  |         | 1940—2021            | 23 февраля 1998        | генеральный директор Федерального агентства правительственной связи и информации при Президенте Российской Федерации                                      | 1999                           |
| 20 | Казанцев, Виктор Германович          |         | 1946—2021            | 21 февраля 2000        | командующий войсками Северо-Кавказского военного округа                                                                                                   | 2000                           |
| 21 | Корнуков, Анатолий Михайлович        |         | 1942—2014            | 21 февраля 2000        | главнокомандующий Военно-воздушными силами | 2002                           |
| 22 | Яковлев, Владимир Николаевич         |         | род. 17 августа 1954 | 27 июня 2000           | главнокомандующий Ракетными войсками стратегического назначения                                                                                           | 2004                           |
| 23 | Патрушев, Николай Платонович         |         | род. 11 июля 1951    | 11 июля 2001           | директор Федеральной службы безопасности Российской Федерации                                                                                             | 2008                           |
| 24 | Исаков, Владимир Ильич               |         | род. 21 июля 1950    | 22 февраля 2002        | начальник Тыла Вооружённых Сил Российской Федерации — заместитель Министра обороны Российской Федерации                                                   | 2008                           |
| 25 | Косован, Александр Давыдович         |         | род. 26 октября 1941 | 22 февраля 2002        | начальник строительства и расквартирования войск — заместитель Министра обороны Российской Федерации                                                      | 2003                           |
| 26 | Тихомиров, Вячеслав Валентинович     |         | 1945—2014            | 6 ноября 2002          | главнокомандующий внутренними войсками Министерства внутренних дел Российской Федерации — заместитель Министра внутренних дел Российской Федерации        | 2004                           |
| 27 | Бобрышев, Валентин Сергеевич         |         | 1945—2022            | 21 февраля 2003        | командующий войсками Ленинградского военного округа | 2005                           |
| 28 | Якубов, Юрий Николаевич              |         | род. 29 августа 1946 | 21 февраля 2003        | командующий войсками Дальневосточного военного округа | 2006                           |
| 29 | Тоцкий, Константин Васильевич        |         | 1950—2018            | 23 февраля 2003        | директор Федеральной пограничной службы Российской Федерации                                                                                              | 2003                           |
| 30 | Матюхин, Владимир Георгиевич         |         | род. 4 февраля 1945  | 11 марта 2003          | генеральный директор Федерального агентства правительственной связи и информации при Президенте Российской Федерации                                      | 2004                           |
| 31 | Шойгу, Сергей Кужугетович            |         | род. 21 мая 1955     | 7 мая 2003             | министр Российской Федерации по делам гражданской обороны, чрезвычайным ситуациям и ликвидации последствий стихийных бедствий                             | —                              |
| 32 | Аброськин, Николай Павлович          |         | род. 1 января 1951   | 11 июня 2003           | начальник Федеральной службы специального строительства                                                                                                   | 2010                           |
| 33 | Корабельников, Валентин Владимирович |         | род. 4 января 1946   | 11 июня 2003           | начальник Главного разведывательного управления — заместитель начальника Генерального штаба Вооружённых Сил Российской Федерации                          | 2009                           |
| 34 | Кормильцев, Николай Викторович       |         | род. 14 марта 1946   | 11 июня 2003           | главнокомандующий Сухопутными войсками — заместитель Министра обороны Российской Федерации                                                                | 2004                           |
| 35 | Болдырев, Владимир Анатольевич       |         | род. 5 января 1949   | 12 декабря 2003        | командующий войсками Северо-Кавказского военного округа                                                                                                   | 2010                           |
| 36 | Лебедев, Сергей Николаевич           |         | род. 9 апреля 1948   | 2003                   | директор Службы внешней разведки Российской Федерации | 2007                           |
| 37 | Ефремов, Иван Иванович               |         | род. 26 января 1946  | 22 февраля 2004        | командующий войсками Московского военного округа | 2007                           |
| 38 | Михайлов, Владимир Сергеевич         |         | род. 6 октября 1943  | 22 февраля 2004        | главнокомандующий Военно-воздушными силами | 2007                           |
| 39 | Баранов, Александр Иванович          |         | 1946—2025            | 12 июня 2004           | командующий войсками Приволжско-Уральского военного округа                                                                                                | 2008                           |
| 40 | Московский, Алексей Михайлович       |         | род. 10 марта 1947   | 12 июня 2004           | начальник вооружения Вооружённых Сил Российской Федерации — заместитель Министра обороны Российской Федерации                                             | 2007                           |
| 41 | Панков, Николай Александрович        |         | род. 2 декабря 1954  | 12 июня 2004           | начальник Главного управления кадров Министерства обороны Российской Федерации — заместитель Министра обороны Российской Федерации                        | 2009                           |
| 42 | Муров, Евгений Алексеевич            |         | род. 18 ноября 1945  | 2004                   | директор Федеральной службы охраны Российской Федерации                                                                                                   | 2010                           |
| 43 | Балуевский, Юрий Николаевич          |         | род. 9 января 1947   | 22 февраля 2005        | начальник Генерального штаба Вооружённых Сил Российской Федерации — первый заместитель Министра обороны Российской Федерации                              | 2008                           |
| 44 | Макаров, Николай Егорович            |         | род. 7 октября 1949  | 8 мая 2005             | командующий войсками Сибирского военного округа | 2012                           |
| 45 | Проничев, Владимир Егорович          |         | род. 1 марта 1953    | 9 мая 2005             | первый заместитель директора Федеральной службы безопасности Российской Федерации — руководитель Пограничной службы                                       | 2013                           |
| 46 | Пузанов, Игорь Евгеньевич            |         | 1947—2023            | 12 декабря 2005        | командующий войсками Ленинградского военного округа | 2007                           |
| 47 | Смирнов, Сергей Михайлович           |         | род. 12 октября 1950 | декабрь 2005           | первый заместитель директора Федеральной службы безопасности Российской Федерации                                                                         | 2020                           |
| 48 | Нургалиев, Рашид Гумарович           |         | род. 8 октября 1956  | 27 декабря 2005        | Министр внутренних дел Российской Федерации | 2012                           |
| 49 | Гребенюк, Анатолий Владимирович      |         | род. 18 октября 1955 | 12 июня 2006           | начальник Службы расквартирования и обустройства Министерства обороны Российской Федерации                                                                | 2007                           |
| 50 | Белоусов, Александр Васильевич       |         | род. 8 сентября 1952 | 15 декабря 2006        | первый заместитель Министра обороны Российской Федерации                                                                                                  | 2009                           |
| 51 | Маслов, Алексей Фёдорович            |         | 1953—2022            | 15 декабря 2006        | главнокомандующий Сухопутными войсками | 2011                           |
| 52 | Бортников, Александр Васильевич      |         | род. 15 ноября 1951  | декабрь 2006           | начальник Службы экономической безопасности Федеральной службы безопасности Российской Федерации                                                          | —                              |
| 53 | Сыромолотов, Олег Владимирович       |         | род. 19 мая 1953     | декабрь 2006           | руководитель Службы контрразведки Федеральной службы безопасности Российской Федерации                                                                    | 2015                           |
| 54 | Бакин, Владимир Юрьевич              |         | род. 25 ноября 1953  | 23 февраля 2007        | командующий войсками Московского военного округа | 2009                           |
| 55 | Рогожкин, Николай Евгеньевич         |         | род. 21 июня 1952    | 23 февраля 2007        | главнокомандующий внутренними войсками Министерства внутренних дел Российской Федерации                                                                   | 2014                           |
| 56 | Поповкин, Владимир Александрович     |         | 1957—2014            | 22 февраля 2009        | начальник вооружения Вооружённых Сил Российской Федерации — заместитель Министра обороны Российской Федерации                                             | 2011                           |
| 57 | Климашин, Николай Васильевич         |         | род. 3 декабря 1952  | н/д                    | начальник Научно-технической службы Федеральной службы безопасности Российской Федерации                                                                  | 2010                           |
| 58 | Булгаков, Дмитрий Витальевич         |         | род. 20 октября 1954 | 23 февраля 2011        | заместитель Министра обороны Российской Федерации | 2022                           |
| 59 | Герасимов, Валерий Васильевич        |         | род. 8 сентября 1955 | 20 февраля 2013        | начальник Генерального штаба Вооружённых Сил Российской Федерации — первый заместитель Министра обороны Российской Федерации                              | —                              |
| 60 | Бахин, Аркадий Викторович            |         | род. 8 мая 1956      | 20 февраля 2013        | первый заместитель Министра обороны Российской Федерации                                                                                                  | 2015                           |
| 61 | Яковлев, Юрий Владимирович           |         | род. 29 апреля 1952  | н/д                    | начальник Службы экономической безопасности Федеральной службы безопасности Российской Федерации                                                          | 2016                           |
| 62 | Кулишов, Владимир Григорьевич        |         | род. 20 июля 1957    | н/д                    | первый заместитель директора Федеральной службы безопасности Российской Федерации — руководитель Пограничной службы                                       | —                              |
| 63 | Золотов, Виктор Васильевич           |         | род. 27 января 1954  | 10 ноября 2015         | первый заместитель Министра внутренних дел Российской Федерации — главнокомандующий внутренними войсками Министерства внутренних дел Российской Федерации | —                              |
| 64 | Попов, Павел Анатольевич             |         | род. 1 января 1957   | 11 декабря 2015        | заместитель Министра обороны Российской Федерации | 2024                           |
| 65 | Салюков, Олег Леонидович             |         | род. 21 мая 1955     | 22 февраля 2019        | главнокомандующий Сухопутными войсками | —                              |
| 66 | Дворников, Александр Владимирович    |         | род. 22 августа 1961 | 23 июня 2020           | командующий войсками Южного военного округа | —                              |
| 67 | Зиничев, Евгений Николаевич          |         | 1966—2021            | 21 декабря 2020        | министр Российской Федерации по делам гражданской обороны, чрезвычайным ситуациям и ликвидации последствий стихийных бедствий                             | 2021 (в связи с гибелью)       |
| 68 | Кочнев, Дмитрий Викторович           |         | род. 1 марта 1964    | 2020                   | директор Федеральной службы охраны Российской Федерации                                                                                                   | —                              |
| 69 | Королёв, Сергей Борисович            |         | род. 25 июля 1962    | июнь 2021              | первый заместитель директора Федеральной службы безопасности Российской Федерации                                                                         | —                              |
| 70 | Суровикин, Сергей Владимирович       |         | род. 11 октября 1966 | 16 августа 2021        | главнокомандующий Воздушно-космическими силами | —                              |
| 71 | Горемыкин, Виктор Петрович           |         | род. 4 февраля 1959  | 9 декабря 2024         | заместитель министра обороны Российской Федерации — начальник Главного военно-политического управления Вооружённых сил Российской Федерации               | —                              |
| 72 | Евкуров, Юнус-Бек Баматгиреевич      |         | род. 30 июля 1963    | 9 декабря 2024         | заместитель министра обороны Российской Федерации | —                              |